# Karin Grelsson
Karin Grelsson-Strong, född 1965, är en svensk före detta friidrottare (tresteg och längdhopp). Hon tävlade för Råby-Rekarne FIF och IF Göta.